# Провинција Шинано
Шинано (јап. 信濃国) је једна од 66 историјских провинција Јапана, која је постојала од почетка 8. века (закон Таихо из 703. године) до Мејџи реформи у другој половини 19. века. Шинано је био једна од свега неколико континенталних провинција у Јапану, без излаза на море, у средњем делу острва Хоншу, у области Чубу (Централни регион).
Царским декретом од 29. августа 1871. све постојеће провинције замењене су префектурама. Територија Шинана одговара данашњој префектури Нагано.

## Географија
Шинано је био континентална провинција, без излаза на море: у средишњем делу провинције налазило се слатководно језеро Сува. На северу се граничио са провинцијом Ечиго, на западу са провинцијама Ечу, Хида и Мино, на југу са провинцијама Микава и Тотоми, а на истоку са провинцијама Суруга, Кај, Мусаши и Козуке.